# Santa Eulalia de Ronsana
Santa Eulalia de Ronsana (en catalán y oficialmente Santa Eulàlia de Ronçana) es un municipio de Cataluña, España. Pertenece a la comarca del Vallés Oriental, en la provincia de Barcelona.

## Historia
De la prehistoria a los romanos
Existen restos antiguos documenteados del período final del neolítico, pero los materiales prehistóricos más abundantes no se encuentran hasta los años 1700-1200 a. C. -puntas de flecha cerca de can Puig de la Vall; destrales de un tipo piedra conocida como "piedra de rayo" cerca de can Just y de can Barnils, o talleres de sílex cerca de can Gafa.
Algo más adelante, los  iberos se asentaron en la comarca (700-400 a. C.). En Santa Eulália se han encontrado restos de un antiguo poblado íbero en el Pla de Masmitjans, cerca de la Font d'Abril. Se trataba de un recinto sin fortificaciones y de dimensiones considerables. De forma diseminada, también han aparecido algunos yacimientos iberos en otros puntos del municipio (can Vendrell, Sant Simplici, la Bastida o Molí d'en Vendrell). Es posible que algunos de estos enclaves aislados ubicaciones en la llanura y dedicados a la agricultura se hubiesen reconvertido con el tiempo en villas romanas.
De hecho, Santa Eulalia fue uno de los puntos más densamente poblados del valle del Tenes durante la época romana, debido a la fertilidad de la tierra y la proximidad de la estación termal Aquae Calidue, la actual Caldes de Montbui-. Las villas eran casas rurales romanas, y, para algunos autores, fueron las precedentes de las actuales masías.
Algunos restos romanos (del II) se hallaron en can Vendrell, can Brustenga, can Puig de la Vall y can Just. Algo más recientes son los de  can Gafa i can Rof (I), can Sabater, can Tries, can Tabac, can Cabot de la Vall y la colina de can Paiaigua (segles I-III).
Santa Eulalia y la baronía de Montbui de Socin
El paso del mundo romano al medieval (siglos III a X) es bastante desconocido en el caso de Santa Eulalia. Sin embargo, todo parece indicar que, a pesar de los ataques bárbaros en un principio y la subsiguiente conquista sarracina, al igual que en la mayor parte de la comarca, se produjo una persistencia de la población. Así lo demuestra la continuidad de ciertos topónimos de zonas cercanas (Aquae Calidae-Caldes, Licianus-Lliçà).
La primera noticia escrita de Santa Eulalia es del año 932, cuando el acta de consagración de la iglesia de Sant Genís de l'Ametlla se menciona el término. A partir de esta fecha, las noticias sobre este enclave del Vallés se hacen más frecuentes. La parroquia fue, por lo tanto, el eje vertebrador del territorio. La población se aglutina a su alrededor.
En la épica medieval, sin embargo, también aparecieron otros templos religiosos, además de la iglesia parroquial dedicada a Santa Eulàlia de Mèrida. Cabe destacar la ermita de Sant Cristòfol de Pallars, documentada por primera vez en 1194, la cual fue parroquia hasta que en la que el XV se convirtió en sufragánea de Santa Eulalia. La capilla actual es el resultado de la reconstrucción del año 1966.
La capilla de Sant Simplici está documentada desde el la XIII I y, tras muchos años de abandono, recientemente se ha estado restaurando. Por último, en el pueblo había una capilla dedicada a San Juan. Documentada desde el XII, en el XVIII ya se encontraba deteriorada y fue desapareciendo progresivamente.
La parroquia de Santa Eulalia de Ronçana se cita en el acta de constitución de la baronía de Montbui en el año 1059. Según este documento, el alodio condal formado por las parroquias de Sant Mateu de Montbui, Sant Feliu de Codines, Sant Pere de Bigues, Sant Genís de l'Ametlla, Sant Julià de Lliçà d'Amunt, Sant Andreu de Samalús y una parte de la parroquia de Caldes de Montbui, junto a Santa Eulalia, fue cedido por parte del conde de Barcelona, Ramon Berenguer I el Viejo, a favor del noble Mir Geribert. Cabe destacar, sin embargo, que la composición de la baronía varió con el paso del tiempo, a pesar de que Santa Eulalia siempre formó parte de esta.
Desde aquel momento hasta el año 1835, el destino de Santa Eulalia de Ronçana quedó ligado al de otros pueblos de la baronía. La posesión de este término quedó en manos de diversos señores feudales que controlaban la fiscalidad y la justicia, hasta que, en el año 1490, las parroquias de la baronía pasaron a depender del Consejo de Ciento de Barcelona, que se convirtió en el nuevo señor del lugar. Esta circunstancia permitió que los pueblos de Montbui se organizaran de forma municipal, con un consejo, jurados y alcalde propios. Precisamente, los representantes de la baronía se reunieron en Santa Eulalia, bajo las encinas can Burguès, y a partir del XVIII en una casa del común. Por lo tanto, el pueblo ejercía cierto papel de capitalidad de la baronía.
El año 1835 la baronía de Montbui desapareció por real decreto, y cada una de las parroquias que formaban parte de ella se convirtieron en municipios independientes. De forma efectiva, al parecer Santa Eulalia comenzó a actuar de forma particular a partir de 1842-1843. A lo largo de todo este periodo y hasta mitad de XX, Santa Eulalia ha sido un pueblo esencialmente agrícola. Los mejores ejemplos de esta actividad son las diversas masías repartidas por todo el término municipal. Aunque algunas tienen sus orígenes en la época medieval, los periodos de expansión económica del XVI y del XVIII  propiciaron la aparición de muchas más. Algunos ejemplos de masías son: can Brustenga, can Burgués, can Maspons de la Vall, can Vendrell, can Puig de la Vall, can Barbany del Molí, Rosàs o can Paiàs.
Hasta la actualidad
Desde su establecimiento como municipio independiente, Santa Eulalia dispuso de un consistorio propio presidido a menudo por grandes propietarios agrícolas del término. Esta situación se mantuvo hasta la instauración de la Segunda República española, en el año 1931. En aquella etapa, como en el resto del  Principado, la población de Santa Eulàlia se dividió entre los de "derechas" y los de "izquierdas", estos últimos agrupados en el entorno Centre República Federal, una entidad local vinculada a ERC. En aquella época también apareció Centre Católico (1933), el llamado Casal Parroquial, que se ha mantenido hasta la actualidad.
El estallido de la guerra civil española (1936-1939) provocó una auténtica ruptura en el ámbito político, económico y social. Durante el control del municipio por parte de los sindicatos y los grupos anarquistas (julio de 1936 - mayo de 1937) se colectivizaron algunas tierras y se adoptó el nombre "Ronçana del Vallés". Las tensiones entre los anarquistas y los representantes de ERC y la Unió de Rabassaires fueron muy importantes. Después de la etapa de la dictadura franquista, la vida política de Santa Eulalia no ha sufrido grandes sobresaltos.
Cabe destacar el hecho de que, una vez recuperadas las libertades democráticas, en el año 1982 se constituyó la Mancomunitat de la Vall del Tenes, un organismo formado por los ayuntamientos de Santa Eulalia, Bigues i Riells, Lliçà d'Amunt y Lliçà de Vall, para poder gestionar algunos servicios de forma común, recuperando así los antiguos vínculos de la baronía.
El hecho de que las tierras de Santa Eulalia fueran favorables para la agricultura mantuvo al pueblo al margen de la industrialización del XIX. De hecho, la actividad agrícola se mantuvo a pesar de las dificultades decimonónicas (crisis de la filoxera y de la actividad agrícola). Los payeses y los propietarios intentaron superar las dificultades y adaptaron sus cultivos a las circunstancias de la época; de este modo, se extendió la producción de frutos secos, y posteriormente se introdujo la producción láctea, que se ha mantenido hasta la actualidad.
Progresivamente, a lo largo del XIX y el siglo XX,  la población de Santa Eulalia fue en aumento. Pero, al igual que el resto de Cataluña, la verdadera transformación tuvo lugar a partir de los años 50 del siglo XX. La proximidad con la ciudad de Barcelona, el desarrollo de las redes y los medios de transporte y las condiciones climáticas y geográficas del pueblo han propiciado la instalación en el pueblo de población foránea, primero en urbanizaciones de segunda residencia y posteriormente en un crecimiento urbanístico y demográfico definitivo.
Estas circunstancias transformaron radicalmente la fisionomía del municipio. A partir de las décadas de 1960 y 1970, los cambios sociales y económicos han sido notables. En aquella etapa, la construcción se convirtió en la actividad económica más característica; aparecieron otras actividades relacionadas con la industria y los servicios, la payesía y el paisaje agrícola iniciaron una disminución de la población, que en los últimos años ha experimentado un aumento considerable.  

## Símbolos
El escudo de Santa Eulalia de Ronsana se define por el siguiente blasón:
«Escudo embaldosado: de sinople, un sotuer pleno o cruz de santa Eulalia de argén. Por timbre una corona de barón.»
Fue aprobado el 1 de junio del 2005 y publicado en el DOGC el 27 de junio del mismo año con el número 4413. El sotuer o aspa es la señal del martirio de Santa Eulalia, patrona del pueblo. La corona de barón rememora que Santa Eulalia de Ronsana ejerció de capital de la Baronía de Montbui, dependiente del castillo homónimo, en el término municipal vecino de Bigas. La baronía se situaba en el centro de la comarca y ocupaba una buena parte del Vallés Oriental.

## Economía
Agricultura, ganadería y pequeñas industrias. Urbanizaciones de segunda residencia. Venta de tuercas y juntas tóricas.

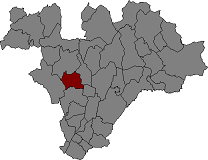
Localización de Santa Eulalia de Ronsana en el Vallés Oriental

## Demografía
Santa Eulalia de Ronsana cuenta con una población de 7911 habitantes (INE 2024).
| Gráfica de evolución demográfica de Santa Eulalia de Ronsana entre 1857 y 2021 |
| |
| Población de derecho según los censos de población del INE. Población de hecho según los censos de población del INE.En estos censos se denominaba Santa Eulalia de Ronsana: 1857, 1877, 1887, 1897, 1900, 1910, 1920, 1930, 1940, 1950, 1960, 1970 y 1981. En este censo se denominaba Santa Eularia de Ronsana: 1860. Entre el censo de 1857 y el anterior, aparece este municipio porque se segrega del municipio Baronía de Montbuy. |

| 1900 | 1930 | 1950 | 1970 | 1981 | 1986 | 2006 | 2009 | 2022 |
| ---- | ---- | ---- | ---- | ---- | ---- | ---- | ---- | ---- |
| 810  | 998  | 1124 | 1743 | 2346 | 2494 | 6111 | 6802 | 7740 |

| 1497 | 1515 | 1553 | 1717 | 1787 | 1857 | 1877 | 1887 | 1900 |
| ---- | ---- | ---- | ---- | ---- | ---- | ---- | ---- | ---- |
| 28   | 35   | 56   | 339  | 490  | 895  | 852  | 816  | 810  |

| 1910 | 1920 | 1930 | 1940 | 1950 | 1960 | 1970 | 1981 | 1990 |
| ---- | ---- | ---- | ---- | ---- | ---- | ---- | ---- | ---- |
| 858  | 979  | 998  | 1108 | 1124 | 1191 | 1743 | 2346 | 2908 |

| 1992 | 1994 | 1996 | 1998 | 2000 | 2002 | 2004 | 2006 | — |
| ---- | ---- | ---- | ---- | ---- | ---- | ---- | ---- | - |
| 3106 | 3588 | 4049 | 4178 | 4536 | 4988 | 5468 | 6111 | — |

## Lugares de interés
- Iglesia de Santa Eulalia, de origen románico
- Ermita de San Cristóbal, destruida completamente durante la guerra
- Casal parroquial, no te olvides de sus obras
- Biblioteca municipal, el espacio más tranquilo
- Fuente de San Cristóbal, procedente de la naturaleza

## Personajes célebres
Aquí nacieron la escritora Empar Moliner y el politólogo Alán Barroso.
Francesc Teixidó Nos, por su labor como director de la Agrupación Sardanista de Santa Eulalia de Ronsana.

## Cultura
La biblioteca Casa de Cultura Joan Ruiz i Calonja es un servicio público municipal abierto a todo el mundo. Es un edificio de nueva construcción de 1252m² distribuidos en dos plantas, que se ubica en una colina del barrio de la Sagrera, en el núcleo histórico. El acceso principal se hace a través de las antiguas escuelas, que llevan a un vestíbulo que sirve de mirador. Desde allí se accede a la sala de actos y a la zona de periódicos y revistas. En la planta inferior se encuentra el fondo general de la biblioteca, dos aulas de soporte para adultos, un aula de formación multimedia y la zona infantil. Toda la planta inferior tiene comunicación visual con el espacio verde del jardín que se ha cerrado y convertido en espacio exclusivo de la biblioteca.

## Hermanamientos
- Blangoua (Camerún, África)

- Montville (Seine-Maritime, Normandía, França)